# 六角広賢
六角 広賢（ろっかく ひろかた）は、江戸時代前期の高家。高家六角家初代当主。官位は従四位下・木工権頭。

## 略歴
正二位権大納言・烏丸光広の次男として誕生した。始めは「桃園」の家名であったという。また、「六角」の家名は後世のもので、広賢時代には「六角院」を号していたという説がある。
正保4年（1647年）輪王寺門跡になった後水尾天皇の皇子・守澄法親王の関東下向に伴い、江戸に下る。徳川和子の意向によるものだったという。
万治元年（1658年）12月9日、卒去。子の広治は高家旗本に取り立てられた。